# Saint-Avit-les-Guespières
 Saint-Avit-les-Guespières  es una población y comuna francesa, en la región de  Centro, departamento de Eure y Loir, en el distrito de Châteaudun y cantón de Brou.

## Demografía
| 314 | 275 | 235 | 276 | 304 | 307 |
| Para los censos de 1962 a 1999 la población legal corresponde a la población sin duplicidades (Fuente: INSEE [Consultar]) |     |     |     |     |     |